# William Peden
William John "Torchy" Peden (16 de abril de 1906 — 26 de janeiro de 1980) foi um ciclista canadense que se especializou em corridas de seis dias, dos quais conseguiu 38 vitórias. Ele representou o Canadá nos Jogos Olímpicos de 1928 em Amsterdã.